# Conochilus dossuarius
Conochilus dossuarius is een raderdiertjessoort uit de familie Conochilidae. De wetenschappelijke naam van deze soort is voor het eerst geldig gepubliceerd in 1885 door Hudson.